# Rani Khedira
Rani Khedira (* 27. Januar 1994 in Stuttgart) ist ein deutsch-tunesischer Fußballspieler. Er steht beim 1. FC Union Berlin unter Vertrag.
Er kommt hauptsächlich als defensiver Mittelfeldspieler, aber gelegentlich auch als zentraler Mittelfeldspieler zum Einsatz. Khedira spielte in seiner Jugend überwiegend beim VfB Stuttgart und absolvierte dort bis 2014 auch seine ersten Jahre im Profifußball. Er ist 13-maliger Juniorennationalspieler des DFB und der Bruder des früheren Fußballnationalspielers Sami Khedira.

## Leben
Khedira wurde als jüngster von drei Söhnen einer Deutschen und eines Tunesiers, die sich in der tunesischen Stadt Hammamet kennengelernt hatten, in Stuttgart geboren. Er wuchs zusammen mit seinen Brüdern Sami und Denny in Fellbach-Oeffingen auf. Er schloss eine Ausbildung zum Sport- und Fitnesskaufmann ab. Khedira besitzt neben der deutschen auch die tunesische Staatsbürgerschaft, spricht aber kein Arabisch.

## Vereinskarriere

### Jugend
In seiner Kindheit wechselte Khedira vom TV Oeffingen zum VfB Stuttgart, bei dem er zuerst für die U17-Mannschaft des VfB zum Einsatz kam und in der Saison 2009/10 in 19 Spielen zwei Treffer erzielte. Die Saison beendete die Mannschaft auf dem zweiten Platz, bevor man in der U17-Bundesliga-Endrunde im Halbfinale gegen Bayer 04 Leverkusen ausschied. In der Spielzeit 2010/11 absolvierte er für das U17-Team der Stuttgarter 24 Spiele, in denen er zehn Tore erzielte. In dieser Saison wurde man Meister der U17-Bundesliga Süd/Südwest, scheiterte in der Endrunde aber wieder im Halbfinale, diesmal gegen den SV Werder Bremen. In der gleichen Saison debütierte er am 19. März 2011 (19. Spieltag) in der U19-Mannschaft des VfB beim 1:1 gegen den Karlsruher SC. Zur Saison 2011/12 stieg er dauerhaft in die U19-Mannschaft auf und absolvierte in der Hinrunde zwölf von 13 möglichen Spielen. 

### VfB Stuttgart

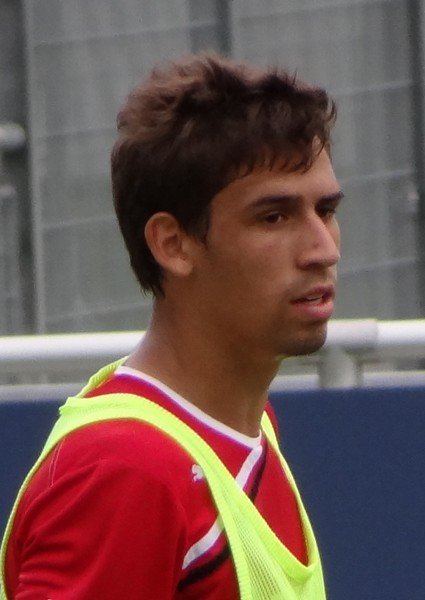
Khedira im Training beim VfB Stuttgart (2012)

Zu Beginn der Rückrunde gab Khedira am 28. Januar 2012 (23. Spieltag) in der 3. Liga gegen den FC Rot-Weiß Erfurt sein Profidebüt für den VfB Stuttgart II und blieb fortan fester Bestandteil der zweiten Mannschaft, bei der er zwölf Spiele in der Rückrunde absolvierte. Am 23. Oktober 2012 rückte er in den Kader der Bundesligamannschaft des VfB auf. Jedoch spielte er weiterhin in der 3. Liga bei der zweiten Mannschaft, wo er zum Stammspieler unter Trainer Jürgen Kramny wurde und 32 Partien absolvierte. Erstmals im Bundesligakader der Stuttgarter stand er am 19. Januar 2013 (18. Spieltag) bei der 0:2-Niederlage gegen den VfL Wolfsburg, wurde aber nicht eingewechselt. Am 28. Januar 2013 verlängerte Khedira seinen Vertrag vorzeitig bis Ende Juni 2015.
Sein Bundesligadebüt gab Khedira in der Saison 2013/14 am 1. September 2013 (4. Spieltag) beim 6:2-Heimsieg über die TSG 1899 Hoffenheim, als er für William Kvist in der 79. Minute eingewechselt wurde. Am 8. September 2013 (8. Spieltag) erzielte er sein erstes Profitor, als er zur Führung beim 4:0-Sieg gegen Wacker Burghausen traf. Fortan pendelte er zwischen der zweiten Mannschaft und der Bundesligamannschaft hin und her, wobei er in der Hinrunde meistens nur in der 3. Liga zum Einsatz kam und nur zweimal in der Bundesliga spielte. Zu Beginn der Rückrunde rückte Khedira dann in die Startelf für den verletzten Christian Gentner und startete fünfmal in Folge im defensiven Mittelfeld der Schwaben. Nach Gentners Rückkehr rutschte er wieder ins zweite Glied und kam nur noch zu zwei weiteren Einwechslungen, ehe er zunächst wegen einer Muskelverletzung ausfiel und danach wegen eines Muskelfaserrisses seine Saison vorzeitig beendet wurde. Am Ende der Saison standen neun Erstliga- sowie zwölf Drittligaeinsätze zu Buche.

### RB Leipzig

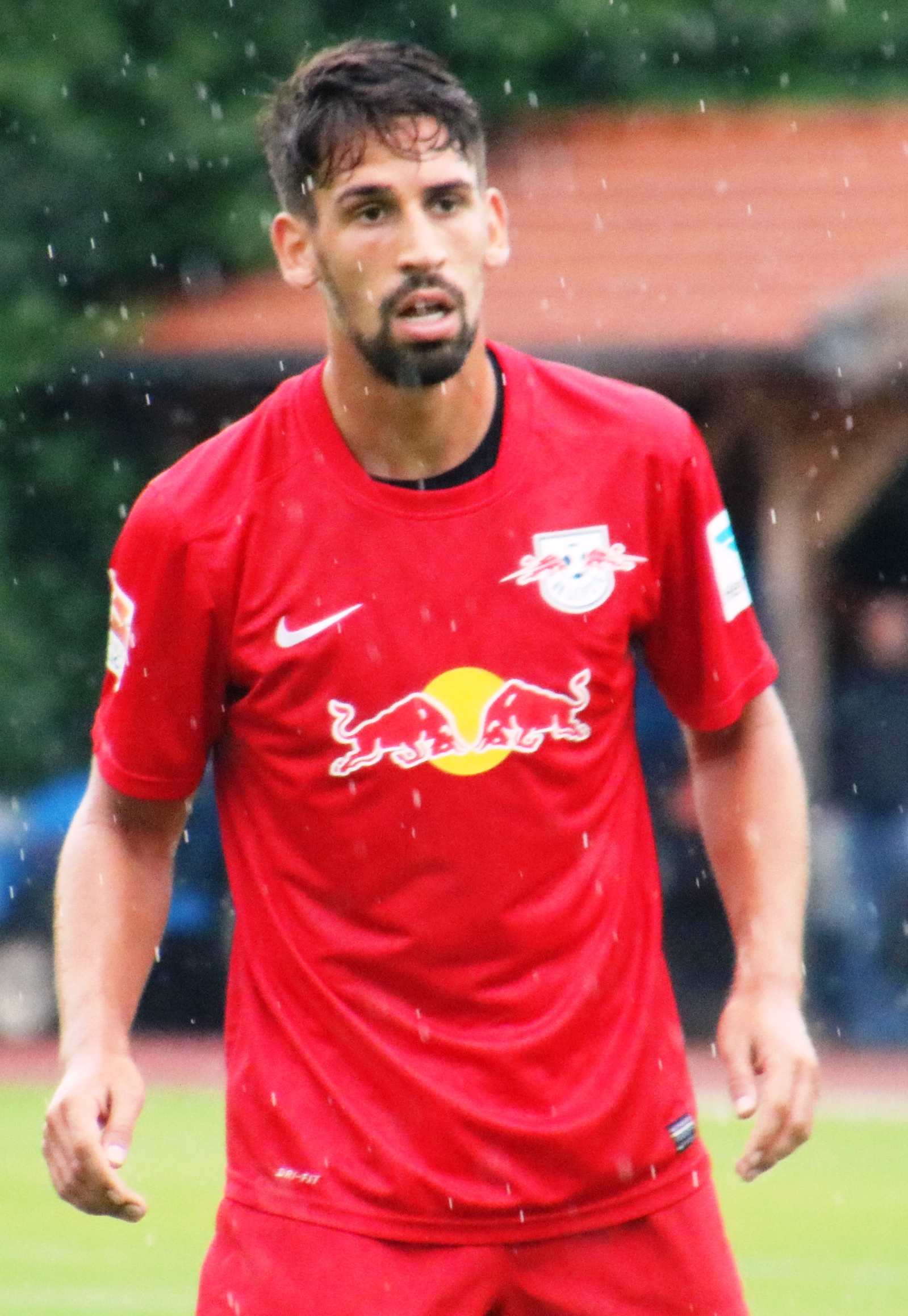
Khedira im Trikot von RB Leipzig (2016)

In der Sommerpause 2014 wechselte er zu RB Leipzig. In seiner ersten Saison setzte sich Khedira als Stammspieler durch und verpasste bis zum 21. Spieltag nur ein Spiel wegen einer Gelbsperre. Im Februar 2015 zog er sich einen Innenbandriss im Knöchel zu und fiel rund zehn Wochen lang aus. Am 17. Mai 2015 (33. Spieltag) gab er bei der 1:2-Niederlage gegen den FC Ingolstadt sein Comeback. Insgesamt kam er zu 22 Einsätzen in der 2. Bundesliga sowie zu zwei Spielen im DFB-Pokal. 
Zu Beginn der neuen Saison 2015/16 verlor der defensive Mittelfeldspieler seinen Stammplatz und kam bis Ende Oktober nur zu drei von zwölf möglichen Einsätzen. Zwischenzeitlich spielte er in der zweiten Mannschaft in der Regionalliga. In der Folge kämpfte Khedira sich aber wieder an die Mannschaft heran und pendelte danach meist zwischen Startelf und Bank. Mit dem Verein stieg er 2016 in die Bundesliga auf; er war auf 19 Einsätze in der Liga und einem im DFB-Pokal gekommen. 
Unter dem neuen Trainer Ralph Hasenhüttl, der zur Saison 2016/17 vom FC Ingolstadt gekommen war, verlor Khedira endgültig seinen Stammplatz und saß fortan meist nur noch auf der Bank, da meist Diego Demme und Naby Keita bzw. Stefan Ilsanker im defensiven Mittelfeld spielten. Er kam in der Bundesliga zu zehn Einsätzen, letztmals am letzten Saisonspieltag gegen den FC Bayern (4:5). Am Ende der Saison wurde er mit Leipzig Vizemeister, sein auslaufender Vertrag wurde nicht verlängert.

### FC Augsburg
Khedira wechselte Anfang Juni 2017 ablösefrei zum Bundesliga-Konkurrenten FC Augsburg, bei dem er einen Vierjahresvertrag erhielt. Dort entwickelte er sich bald zum Stammspieler und bildete meist zusammen mit Daniel Baier die Doppelsechs beim FCA. Auch in der Saison 2018/19 war Khedira Stammspieler, wechselte aber meistens zwischen der Innenverteidiger- und Sechserposition. In der Saison 2019/20 spielte er dann wieder meistens im defensiven Mittelfeld und übernahm teilweise sogar die Rolle als Kapitän der Augsburger. Er absolvierte sein 100. Bundesliga-Spiel (zeitgleich mit Teamkollege André Hahn) beim 1:1-Remis gegen den SC Freiburg am 28. November 2020.

### 1. FC Union Berlin

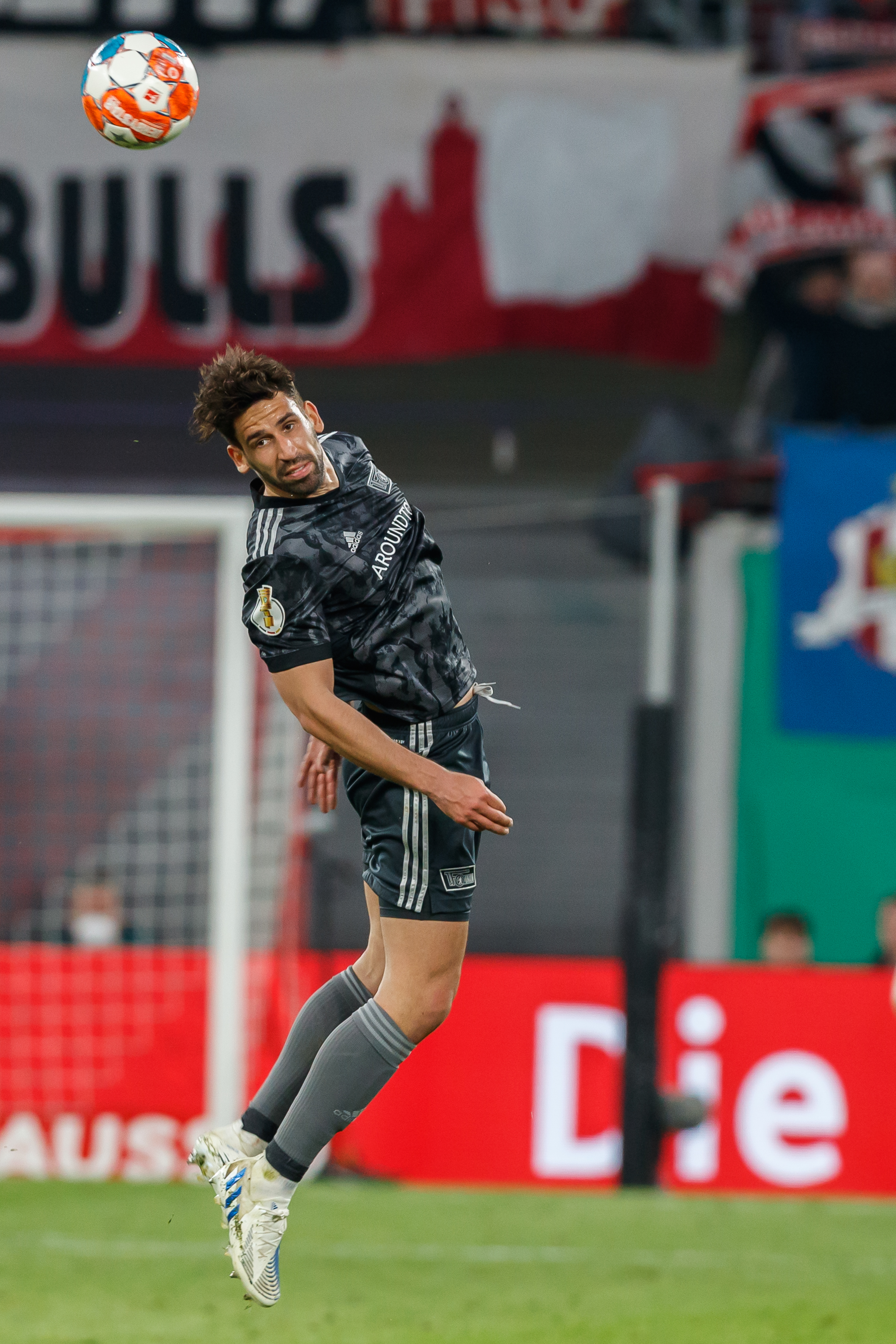
2022 bei Union Berlin

Zur Spielzeit 2021/22 wechselte Khedira innerhalb der Bundesliga zum 1. FC Union Berlin. Mit 45 wettbewerbsübergreifenden Einsätzen war er bei den Berlinern bereits in seiner ersten Saison Stammspieler, woraufhin er zur Spielzeit 2022/23 das Amt des Vizekapitäns übernahm. Im April 2023 verlängerte Khedira seinen zum Saisonende auslaufenden Vertrag vorzeitig. Am letzten Spieltag traf Khedira in der 81. Minute zum 1:0 gegen den SV Werder Bremen und sicherte dem 1. FC Union somit endgültig einen Platz in der UEFA Champions League für die kommende Saison 2023/24.

## Nationalmannschaft
Khedira trug das Nationaltrikot erstmals am 21. Mai 2009 in Viersen beim 2:0-Sieg der U15-Nationalmannschaft über die Auswahl der Vereinigten Staaten. Für die U16 debütierte er am 14. August 2009 in Eschen beim 4:2-Sieg über die Auswahl der Schweiz. Für die U17 kam er am 13. April 2011 in Novi Sad bei der 0:1-Niederlage gegen die Auswahl von Serbien zum Einsatz. Vom 18. Juni bis 10. Juli 2011 nahm er mit der U17-Nationalmannschaft an der Weltmeisterschaft in Mexiko teil. Von den sieben Begegnungen, bis die deutsche Mannschaft zum Spiel um Platz 3 vordrang, bestritt er fünf (viermal als Einwechselspieler). Bei seinem Debüt für die deutsche U19-Nationalmannschaft am 14. November 2012 gegen Frankreich erzielte Khedira seinen ersten Treffer im DFB-Trikot.
Aufgrund der Herkunft seines Vaters wäre Khedira auch für Tunesien spielberechtigt gewesen. Zunächst stellte er klar, dass er das nicht in Betracht zieht, nachdem sich die Nationalmannschaft aber für die Weltmeisterschaft 2018 qualifizierte und der tunesische Verband im Zuge seiner Suche nach Profis in Europa Khedira kontaktierte, überlegte er sich diese Option, bevor er jedoch endgültig absagte. Als Gründe für die Absage gab er unter anderem an, dass er nicht über entsprechende Sprachkenntnisse verfüge (s. Abschnitt „Leben“), er keinen Bezug zur Mannschaft habe und dass er niemandem den Platz wegnehmen wolle, der bei der WM-Qualifikation spielte.

## Erfolge
- Aufstieg in die Bundesliga: 2016
- Meister der B-Junioren-Bundesliga Süd/Südwest: 2011